# Isomerida amicta
Isomerida amicta är en skalbaggsart som beskrevs av Francis Polkinghorne Pascoe 1866. Isomerida amicta ingår i släktet Isomerida och familjen långhorningar. Inga underarter finns listade i Catalogue of Life.